# Jacques Lipchitz
Chaïm Jacob Lipchitz, más conocido como Jacques Lipchitz (Druskininkai, 22 de agosto de 1891-Capri, 16 de mayo de 1973) fue un escultor cubista de origen lituano.

## Biografía
Jacques Lipchitz nació como Chaim Jacob Lipchitz en Druskininkai (también escrito Druskieniki), entonces bajo el dominio de la Rusia zarista y hoy Lituania, hijo de un contratista judío. Primero, bajo influencia de su padre, estudió ingeniería, pero poco después, apoyado por su madre, se trasladó a París (1909) para estudiar en la École des Beaux-Arts y la Académie Julian.
Fue allí, en las comunidades artísticas de Montmartre y Montparnasse cuando se unió a un grupo de artistas que incluían a Juan Gris, María Blanchard y Pablo Picasso y donde su amigo, Amedeo Modigliani, pintó El escultor Jacques Lipchitz y su mujer Berthe Lipchitz. Entró a formar parte del grupo de artistas cubistas en 1911. En 1912 expuso en el Salón Nacional de las Bellas Artes y el Salon d'Automne siendo su primera exposición individual en la galería L'Effort Moderne, de Léonce Rosenberg en París en 1920. En 1922 la Barnes Foundation en Merion, Pennsilvania le encargó cinco bajorrelieves. En esta primera etapa sus composiciones estaban reducidas a los elementos estructurales.
Hacia 1925 fueron más dinámicas, experimentando con el arabesco y las transparencias. Llamaba esculturas transparentes a experimentos con formas abstractas. Más tarde desarrolló un estilo más dinámico, que aplicó con elocuente efecto a composiciones animales y figuras de bronce.
Con la ocupación alemana de Francia durante la Segunda Guerra Mundial, y la deportación de judíos a los campos de exterminio nazis, Jacques Lipchitz tuvo que huir de Francia. Con la ayuda del periodista estadounidense Varian Fry en Marsella, escapó del régimen nazi y, en 1941, se exilió a Estados Unidos. Allí acabó estableciéndose en Hastings-on-Hudson, Nueva York.
Su trabajo en el exilio frecuentemente adoptó caracteres monumentales y ejecutó obras próximas al Barroco y al Expresionismo. Fue uno de los 250 escultores que expusieron en la Tercera Internacional de Escultura celebrada en el Museo de Arte de Filadelfia en el verano de 1949. Se le ha identificado en la fotografía de la revista LIFE que mostraba a 70 de ellos. 
En 1954 una retrospectiva de Lipchitz viajó desde el MoMA en Nueva York hasta el Centro de Arte Walker en Mineápolis, Minnesota y el Museo de Arte de Cleveland. En 1959, su serie de pequeños bronces titulado «To the Limit of the Possible» (Hacia el límite de lo posible) se mostró en Fine Arts Associates en Nueva York. Lipchitz enseñó a uno de los artistas contemporáneos más famosos, Marcel Mouly.
A partir de 1963 regresó a Europa donde trabajaba varios meses al año en Pietrasanta, Italia. En 1972 se publicó su autobiografía, con ocasión de una exposición de escultura suya en el Museo Metropolitano de Arte de Nueva York.  Jacques Lipchitz murió en Capri, Italia. Su cuerpo fue llevado a enterrar a Jerusalén.

## Obra
- Acróbata a lomos de caballo  (1914)
- Marinero con guitarra (1914)
- Cabeza (1915)
- Bañista (1916-17)
- Guitarrista (1922)
- Bañista, bronce (1923-25)
- Mujer con guitarra (1927)
- Desnudo reclinado con una guitarra (1928), un primer ejemplo de cubismo
- Danzante con velo (1928)
- Danzante (1929)
- Toro y cóndor (1932)
- Busto de una mujer (1932)
- Rapto de Europa (1938)
- Figuras abrazándose  (1941)
- Benediction I (1942)
- Prometeo estrangulando al buitre  (1944)
- Rescate II (1947)
- Madre e hijo (1949) en la Honolulu Academy of Arts
- Belerofonte domando a Pegaso: Versión grande (1964-66) en la facultad de derecho de Columbia
- Paz en la Tierra (1967-1969)
- Hagar (1971)

## Obras sobre Lipchitz
En 2006, una obra sobre Jacques Lipchitz, «All Grace», de Chris Leyva (un estudiante de tercer año en la Universidad de Iowa) inauguró el Iowa New Play Festival, en una producción dirigida por Willie Barbour.  La obra trata del encargo a Lipchitz de una escultura de la Virgen María para una iglesia y sanatorio católico en los Alpes. «All Grace» recibió en general buenas críticas.